# Molophilus pacifer
Molophilus pacifer är en tvåvingeart som beskrevs av Alexander 1947. Molophilus pacifer ingår i släktet Molophilus och familjen småharkrankar.
Artens utbredningsområde är Costa Rica. Inga underarter finns listade i Catalogue of Life.